# Elecciones a los cabildos insulares de Canarias de 2007
En el Real Decreto 444/2007, de 2 de abril de 2007, se convocaron elecciones para cubrir los puestos de Consejeros de los Cabildos Insulares del Archipiélago Canario para el domingo 27 de mayo de 2007, coincidiendo con las elecciones municipales y las elecciones autonómicas de España de 2007.

## Resultados
| Circ. | PSOE | CC  | PP  | Nca | PIL | CCN | PNC | Presidente electo | Presidente electo            |
| Circ. | Dip  | Dip | Dip | Dip | Dip | Dip | Dip | Presidente electo | Presidente electo            |
| ----- | ---- | --- | --- | --- | --- | --- | --- | ----------------- | ---------------------------- |
| EH    | 3    | 7   | 2   |     |     |     | 1   |                   | Tomás Padrón (CC-AHI)        |
| FV    | 6    | 10  | 5   |     |     |     |     |                   | Mario Cabrera (CC-PNC)       |
| GC    | 12   | 1   | 12  | 4   |     |     |     |                   | José Miguel Pérez (PSOE)     |
| LG    | 12   | 4   |     |     |     | 1   |     |                   | Casimiro Curbelo (PSOE)      |
| LP    | 6    | 11  | 4   |     |     |     |     |                   | José Luis Perestelo (CC-PNC) |
| LZ    | 6    | 6   | 3   | 2   | 6   |     |     |                   | Manuela Armas (PSOE)         |
| TF    | 10   | 14  | 5   |     |     |     |     |                   | Ricardo Melchior (CC-PNC)    |
| Total | 55   | 53  | 31  | 6   | 6   | 1   | 1   |                   |                              |

El Partido Socialista Obrero Español fue el partido ganador en votos y en escaños. No obstante, solo consiguió tres de las siete islas, siendo Coalición Canaria donde más islas gobernó. El Partido Popular, siendo segunda en votos, acabaría sin gobernar ningún cabildo insular. En el caso del Cabildo Insular de Gran Canaria el PP fue la lista más votada, pero un acuerdo entre el PSOE y Nueva Canarias le arrebató el poder tras doce años en el gobierno. En el caso del Cabildo Insular de Lanzarote, el PSOE gobernaría en la isla hasta 2009 tras una moción de censura contra el gobierno, en la que CC, PP, PIL y NC-PNL alcanzaron un acuerdo para desbancar a la presidenta. En el resto de islas, gobernaron los líderes de los partidos ganadores. En La Gomera, La Palma y El Hierro hubo gobiernos con mayoría absoluta, mientras que en Fuerteventura y Tenerife gobernó CC con el apoyo del PP.

## Candidatos
En la siguiente tabla se muestran los candidatos a la presidencia de los Cabildos Insulares canarios, ordenados según los resultados obtenidos; e incluyendo también los de aquellas formaciones políticas que hubieran perdido la representación insular con la que contaban en la anterior legislatura (PNC en El Hierro, CCN-IF en Fuerteventura y AC25M en Lanzarote):
| Cabildo y presidente en la anterior legislatura | Candidatos | Observaciones |
| ----------------------------------------------- | --- | --- |
| El Hierro Tomás Padrón Hernández (CC-AHI)       | - CC-AHI: Tomás Padrón Hernández - PSOE: José Matías Ayala Padrón - PP: María del Carmen Morales Hernández - PNC: Juan Padrón Morales                                                         | |
| Fuerteventura Mario Cabrera González (CC)       | - CC-PNC: Mario Cabrera González - PSOE: Blas Acosta Cabrera - PP: Ana Padilla Camejo - CCN-IF: Almudena Montserrat de León                                                                   | - Coalición Canaria se presentó a las elecciones de 2003 independientemente del Partido Nacionalista Canario, que no se presentaba al Cabildo de Fuerteventura - Centro Canario e Independientes de Fuerteventura se presentaron a las elecciones de 2003 por separado; Centro Canario, entonces bajo la denominación de Centro Canario Nacionalista, se presentaba integrado en Coalición Canaria |
| Gran Canaria José Manuel Soria López (PP)       | - PP: José Manuel Soria López - PSOE: José Miguel Pérez García - NC-NGC: Román Rodríguez Rodríguez - CC-PNC: Manuel Lobo Cabrera                                                              | - Nueva Canarias-Nueva Gran Canaria es una nueva formación política constituida en 2005 - Coalición Canaria y el Partido Nacionalista Canario se presentaron a las elecciones de 2003 por separado; este último se presentaba integrado en la Federación Nacionalista Canaria, en candidatura conjunta con Unión Canaria, sin obtener representación insular                                       |
| La Gomera Casimiro Curbelo Curbelo (PSOE)       | - PSOE: Casimiro Curbelo Curbelo - CC-PNC: Moisés Plasencia Martín - CCN: Pedro Medina Calero                                                                                                 | - Coalición Canaria y el Partido Nacionalista Canario se presentaron a las elecciones de 2003 por separado; este último, sin obtener representación insular - Centro Canario, entonces bajo la denominación de Centro Canario Nacionalista, se presentó a las elecciones de 2003 integrado en Coalición Canaria                                                                                    |
| La Palma José Luis Perestelo Rodríguez (CC)     | - CC-PNC: José Luis Perestelo Rodríguez - PSOE: Mercedes Coello Fernández-Trujillo - PP: Manuel Pérez Rocha                                                                                   | - Coalición Canaria se presentó a las elecciones de 2003 independientemente del Partido Nacionalista Canario, que no se presentaba al Cabildo de La Palma |
| Lanzarote Inés Rojas de León (CC)               | - PSOE: Manuela Armas Rodríguez - PIL: Fabián Martín Martín - CC: Inés Rojas de León - PP: Francisco Cabrera García - NC-PNL: Juan Carlos Becerra Robaina - AC25M: Manuel Plasencia Rodríguez | - El Partido Nacionalista de Lanzarote se presentó a las elecciones de 2003 integrado en CC e independientemente de Nueva Canarias, nueva formación política constituida en 2005 |
| Tenerife Ricardo Melchior Navarro (CC)          | - CC-PNC: Ricardo Melchior Navarro - PSOE: Julio Pérez Hernández - PP: Antonio Alarcó Hernández                                                                                               | - Coalición Canaria y el Partido Nacionalista Canario se presentaron a las elecciones de 2003 por separado; este último, sin obtener representación insular |

## Resultados electorales
| Cabildo                                                       | Presidente y gobierno | Partido | Votos   | %     | Consejeros | +/- |
| ------------------------------------------------------------- | --- | ------- | ------- | ----- | ---------- | --- |
| El Hierro 13 consejeros                                       | - Presidente: Tomás Padrón Hernández (CC-AHI) - Gobierno: CC-AHI | CC-AHI  | 3.153   | %     | 8          | +1  |
| El Hierro 13 consejeros                                       | - Presidente: Tomás Padrón Hernández (CC-AHI) - Gobierno: CC-AHI | PSOE    | 1.189   | %     | 3          | =   |
| El Hierro 13 consejeros                                       | - Presidente: Tomás Padrón Hernández (CC-AHI) - Gobierno: CC-AHI | PP      | 1.052   | %     | 2          | =   |
| El Hierro 13 consejeros                                       | - Presidente: Tomás Padrón Hernández (CC-AHI) - Gobierno: CC-AHI | PNC     | 392     | %     | ---        | -1  |
| Fuerteventura 21 consejeros                                   | - Presidente: Mario Cabrera González (CC-PNC) - Gobierno: CC-PNC y PP | CC-PNC  | 13.539  | 40,9% | 10         | +3  |
| Fuerteventura 21 consejeros                                   | - Presidente: Mario Cabrera González (CC-PNC) - Gobierno: CC-PNC y PP | PSOE    | 8.071   | 24,4% | 6          | =   |
| Fuerteventura 21 consejeros                                   | - Presidente: Mario Cabrera González (CC-PNC) - Gobierno: CC-PNC y PP | PP      | 7.898   | 23,8% | 5          | -1  |
| Fuerteventura 21 consejeros                                   | - Presidente: Mario Cabrera González (CC-PNC) - Gobierno: CC-PNC y PP | CCN-IF  | 1.454   | 4,4%  | ---        | -2  |
| Gran Canaria 29 consejeros                                    | - Presidente: José Manuel Soria López (PP) / José Miguel Pérez García (PSOE) José Manuel Soria accede a la Presidencia inmediatamente después de las elecciones, en virtud del reglamento de los cabildos que establece la designación automática del cabeza de la lista más votada; acto seguido, es desalojado de la Presidencia mediante una moción de censura por parte de las formaciones que suman la mayoría necesaria para la designación de José Miguel Pérez como Presidente - Gobierno: PSOE y NC-NGC | PP      | 136.502 | 35,4% | 12         | -3  |
| Gran Canaria 29 consejeros                                    | - Presidente: José Manuel Soria López (PP) / José Miguel Pérez García (PSOE) José Manuel Soria accede a la Presidencia inmediatamente después de las elecciones, en virtud del reglamento de los cabildos que establece la designación automática del cabeza de la lista más votada; acto seguido, es desalojado de la Presidencia mediante una moción de censura por parte de las formaciones que suman la mayoría necesaria para la designación de José Miguel Pérez como Presidente - Gobierno: PSOE y NC-NGC | PSOE    | 132.767 | 34,4% | 12         | +5  |
| Gran Canaria 29 consejeros                                    | - Presidente: José Manuel Soria López (PP) / José Miguel Pérez García (PSOE) José Manuel Soria accede a la Presidencia inmediatamente después de las elecciones, en virtud del reglamento de los cabildos que establece la designación automática del cabeza de la lista más votada; acto seguido, es desalojado de la Presidencia mediante una moción de censura por parte de las formaciones que suman la mayoría necesaria para la designación de José Miguel Pérez como Presidente - Gobierno: PSOE y NC-NGC | NC-NGC  | 51.906  | 13,4% | 4          | +4  |
| Gran Canaria 29 consejeros                                    | - Presidente: José Manuel Soria López (PP) / José Miguel Pérez García (PSOE) José Manuel Soria accede a la Presidencia inmediatamente después de las elecciones, en virtud del reglamento de los cabildos que establece la designación automática del cabeza de la lista más votada; acto seguido, es desalojado de la Presidencia mediante una moción de censura por parte de las formaciones que suman la mayoría necesaria para la designación de José Miguel Pérez como Presidente - Gobierno: PSOE y NC-NGC | CC-PNC  | 20.234  | 5,2%  | 1          | -6  |
| La Gomera 17 consejeros (4 más que en las elecciones de 2003) | - Presidente: Casimiro Curbelo Curbelo (PSOE) - Gobierno: PSOE | PSOE    | 8.499   | 67,4% | 12         | +3  |
| La Gomera 17 consejeros (4 más que en las elecciones de 2003) | - Presidente: Casimiro Curbelo Curbelo (PSOE) - Gobierno: PSOE | CC-PNC  | 3.098   | 24,6% | 4          | =   |
| La Gomera 17 consejeros (4 más que en las elecciones de 2003) | - Presidente: Casimiro Curbelo Curbelo (PSOE) - Gobierno: PSOE | CCN     | 693     | 5,5%  | 1          | +1  |
| La Palma 21 consejeros                                        | - Presidente: José Luis Perestelo Rodríguez (CC-PNC) - Gobierno: CC-PNC | CC-PNC  | 21.816  | 47,2% | 11         | =   |
| La Palma 21 consejeros                                        | - Presidente: José Luis Perestelo Rodríguez (CC-PNC) - Gobierno: CC-PNC | PSOE    | 12.706  | 27,5% | 6          | +1  |
| La Palma 21 consejeros                                        | - Presidente: José Luis Perestelo Rodríguez (CC-PNC) - Gobierno: CC-PNC | PP      | 7.773   | 16,8% | 4          | -1  |
| Lanzarote 23 consejeros                                       | - Presidente: Manuela Armas Rodríguez (PSOE) - Gobierno: PSOE y PIL | PSOE    | 10.494  | 24,3% | 6          | =   |
| Lanzarote 23 consejeros                                       | - Presidente: Manuela Armas Rodríguez (PSOE) - Gobierno: PSOE y PIL | PIL     | 10.013  | 23,2% | 6          | -2  |
| Lanzarote 23 consejeros                                       | - Presidente: Manuela Armas Rodríguez (PSOE) - Gobierno: PSOE y PIL | CC      | 9.190   | 21,3% | 6          | +1  |
| Lanzarote 23 consejeros                                       | - Presidente: Manuela Armas Rodríguez (PSOE) - Gobierno: PSOE y PIL | PP      | 5.399   | 12,5% | 3          | =   |
| Lanzarote 23 consejeros                                       | - Presidente: Manuela Armas Rodríguez (PSOE) - Gobierno: PSOE y PIL | NC-PNL  | 3.020   | 7,0%  | 2          | +2  |
| Lanzarote 23 consejeros                                       | - Presidente: Manuela Armas Rodríguez (PSOE) - Gobierno: PSOE y PIL | AC25M   | 1.869   | 4,3%  | ---        | -1  |
| Tenerife 29 consejeros                                        | - Presidente: Ricardo Melchior Navarro (CC-PNC) - Gobierno: CC-PNC y PP | CC-PNC  | 160.028 | 42%   | 14         | -1  |
| Tenerife 29 consejeros                                        | - Presidente: Ricardo Melchior Navarro (CC-PNC) - Gobierno: CC-PNC y PP | PSOE    | 115.744 | 30,4% | 10         | =   |
| Tenerife 29 consejeros                                        | - Presidente: Ricardo Melchior Navarro (CC-PNC) - Gobierno: CC-PNC y PP | PP      | 60.620  | 15,9% | 5          | +1  |